# Alec Secăreanu
Alec Secăreanu (prononcé /alek sekəɾeˈanu/), de son nom complet Alexandru Secăreanu (prononcé /alekˈsandru sekəɾeˈanu/), né le 4 décembre 1984 à Bucarest, est un acteur roumain.

## Biographie
Alexandru Secăreanu naît à Bucarest en 1984. Il étudie la pratique théâtrale à l'Université nationale d'art théâtral et cinématographique Ion Luca Caragiale. 
Il commence par avoir des petits rôles dans des séries télévisées roumaines, puis dans des films roumains. Il part au Royaume-Uni pour des rôles de théâtre, en particulier dans une adaptation à la scène du roman Fight Club. En 2016, il joue dans le film britannique L'Élu, qui se déroule en Roumanie et aux États-Unis. 
En 2017, il est engagé pour l'un des rôles principaux du film britannique Seule la terre, où il interprète un immigré roumain au Royaume-Uni. Ce rôle lui vaut d'être nommé comme meilleur acteur aux British Independent Film Awards 2017. Il déclare dans la presse roumaine que ce film est nécessaire, en particulier pour la Roumanie où il n'existe pas de reconnaissance pour les couples homosexuels.

## Filmographie

### Cinéma
- 2011 : Visul lui Adalbert : le cariste
- 2013 : Thirty de Victor Dragomir (court métrage)
- 2014 : Love Bus: cinci povești de dragoste din București : George
- 2015 : Candy Crush d'Andrei Georgescu (court métrage)
- 2016 : Minte-mă frumos în Centrul Vechi : le barman
- 2016 : Tudo de Iura Luncasu : Seba
- 2016 : L'Élu de Jasmin Dizdar : Schacht
- 2017 : Seule la Terre de Francis Lee : Gheorghe Ionescu
- 2017 : The Best Customer de Serghei Chiviriga (court métrage)
- 2020 : Amulet de Romola Garai
- 2020 : Ammonite de Francis Lee : Dr. Lieberson

### Télévision
- 2006 : Daria, iubirea mea : Florin Cernea
- 2007 : Cu un pas înainte
- 2011 : Pariu cu viață : kidnappeur
- 2014 : Fetele lu' dom' Profesor : Marcel
- 2017 : The Saint : Bashir

## Récompenses et distinctions
- British Independent Film Awards 2017 : nomination dans la catégorie meilleur acteur pour son rôle dans Seule la Terre[5]